# Chassignelles
Chassignelles – miejscowość i gmina we Francji, w regionie Burgundia-Franche-Comté, w departamencie Yonne.
Według danych na rok 1990 gminę zamieszkiwało 308 osób, a gęstość zaludnienia wynosiła 24 osoby/km² (wśród 2044 gmin Burgundii Chassignelles plasuje się na 607. miejscu pod względem liczby ludności, natomiast pod względem powierzchni na miejscu 755.).